# Menella grandiflora
Menella grandiflora is een zachte koraalsoort uit de familie Plexauridae. De koraalsoort komt uit het geslacht Menella. Menella grandiflora werd in 1908 voor het eerst wetenschappelijk beschreven door Nutting. 